# The Hallow
The Hallow è un film del 2015 diretto da Corin Hardy.

## Trama
Adam Hitchens, sua moglie Clare e il loro figlio neonato Finn si trasferiscono da Londra in un villaggio irlandese nelle vicinanze di una fitta foresta, sui cui alberi Adam deve svolgere delle analisi. Nonostante il freddo benvenuto degli abitanti del paese - in particolare dei Donnelly, padre e figlio proprietari di una fattoria poco distante da casa loro - Adam è quantomai ostinato a restare. Fin dai primi giorni i coniugi cominciano a notare tracce di uno strano liquido vegetale nero e viscoso, prima in soffitta e poi fra le rovine di un vecchio casolare nel bosco. Qui Adam ne raccoglie un campione prelevandolo dal pelo di un animale morto e, osservandolo al microscopio, appura che è una specie di parassita che attacca e modifica le cellule con cui entra in contatto.
Un pomeriggio Adam si reca in paese con il piccolo Finn ma, sulla via del ritorno, un malfunzionamento della macchina li costringe a fermarsi nel bosco. A causa di una botta in testa presa mentre tentava di riparare il motore, Adam riesce a tornare a casa con Finn solo nel pieno della notte, non prima di aver visto sulla lamiera tracce del misterioso liquido nero.
Convintosi che nel bosco ci sia qualcosa di pericoloso, Adam si barrica insieme a Clare e Finn al piano superiore, ma un improvviso blackout in casa li costringe a guardare in faccia la realtà e a decidere di scappare. I due raggiungono la macchina e Adam scopre che il motore è completamente danneggiato dalla proliferazione di una strana radice al suo interno. Nonostante tutto, l'uomo riesce a riparare il danno e Clare mette in moto poco prima che delle orribili creature boschive possano attaccarli. La loro fuga però dura poco e la macchina finisce in un fosso dopo che Clare è stata costretta a sterzare improvvisamente per schivare una delle creature.
I due prendono Finn e scappano verso l'unico rifugio possibile: la casa che stavano cercando di lasciare. Una volta rientrati, i rumori provenienti dall'esterno spingono Adam a spiare dal buco della serratura, quando un oggetto acuminato lo colpisce in un occhio, che presto comincerà a dare segni di infezione. L'uomo ordina a Clare di nascondersi di sopra con Finn e scende in cantina per aggiustare il generatore, avendo capito che le creature sono refrattarie alla luce delle torce, e riesce a riattivarlo un attimo prima che le creature penetrino nella casa e uccidano Clare.
Temporaneamente protetti dal ritorno dell'elettricità, i due nascondono Finn in un armadio. Adam scopre sulla propria pelle che gli esseri non possono toccare il ferro - è ormai evidente che l'uomo si stia lentamente trasformando in uno di loro a causa dell'infezione - così comincia insieme a Clare a sprangare le finestre con le sbarre di ferro che avevano precedentemente rimosso. Quando però Clare, preoccupata per Finn, riapre le ante dell'armadio, vede il bambino venire trascinato via da una delle creature.
Mentre Adam è sempre più malridotto a causa della mutazione e di una caduta mentre cercava di inseguire il mostro, Clare corre all'esterno per riprendere Finn. Alla fine, dopo essersi tuffata in uno stagno, la donna riemerge con il figlioletto tra le braccia. Adam però è convinto che il bambino non sia umano, ma che sia anch'esso una creatura della foresta con cui i mostri intendono fare uno "scambio". Clare inizia quindi a scappare anche dal marito, sempre più mostruoso, decisa a mettere in salvo il piccolo. Durante l'inseguimento nella foresta Adam finisce in una grotta dove trova decine di creature, fra cui Cora, la figlia scomparsa di Colm Donnelly, e il vero Finn ancora vivo: il "piccolo popolo" si è preso cura di lui. Intanto Clare è riuscita a raggiungere la fattoria dei Donnelly ma Colm rifiuta di aiutarla per non ritrovarsi addosso la moltitudine di esseri demoniaci. A questo punto Adam la raggiunge con il figlio in braccio e la convince finalmente a lasciare il bambino, prendere Finn e fuggire. Mentre cerca di respingere le altre creature, però, Adam viene trafitto da una di loro e muore. Mentre il sole comincia a illuminare la foresta e le creature si ritirano, Clare prende in braccio Finn e scappa.

## Distribuzione
Il film è stato proiettato in anteprima al Sundance Film Festival 2015 il 25 gennaio 2015, all'interno della rassegna Midnight, ed è stato distribuito nelle sale britanniche e irlandesi il 13 novembre 2015 dalla Momentum Pictures. In Italia è stato presentato al 33° Torino Film Festival il 21 novembre dello stesso anno.
Il film era conosciuto precedentemente con il titolo provvisorio di The Woods.